# Rachel Goswell
Rachel Ann Goswell, née le 16 mai 1971, est une chanteuse, compositrice et musicienne anglaise. Elle est devenue célèbre comme chanteuse et guitariste de Slowdive, un groupe de shoegaze formé en 1989. Lorsque Slowdive passe à un style plus country / folk rock, Goswell, avec Neil Halstead, Ian McCutcheon et l'ancien membre de Chapterhouse Simon Rowe renomme le groupe Mojave 3.

## Jeunesse
Goswell est née à Fareham, Hampshire, Angleterre. Sa famille déménage au Pays de Galles après sa naissance, et plus tard à Reading, Berkshire quand elle a sept ans, où elle passe le reste de sa jeunesse. Elle a un frère aîné.
Son père lui apprend des chansons de guitare folk à partir de sept ans et elle commence à étudier la guitare classique et le solfège trois ans plus tard. Elle prend ses cours de guitare avec son ami d'enfance Neil Halstead, avec qui elle forme Slowdive en 1989. Interrogée sur ses influences musicales, elle déclare : « Pour moi, d'un point de vue chant, je me suis inspirée de Siouxsie Sioux », « c'est elle qui m'a donné envie d'être chanteuse ». Joni Mitchell, Iggy Pop et Nick Cave sont ses autres chanteurs préférés.

## Carrière

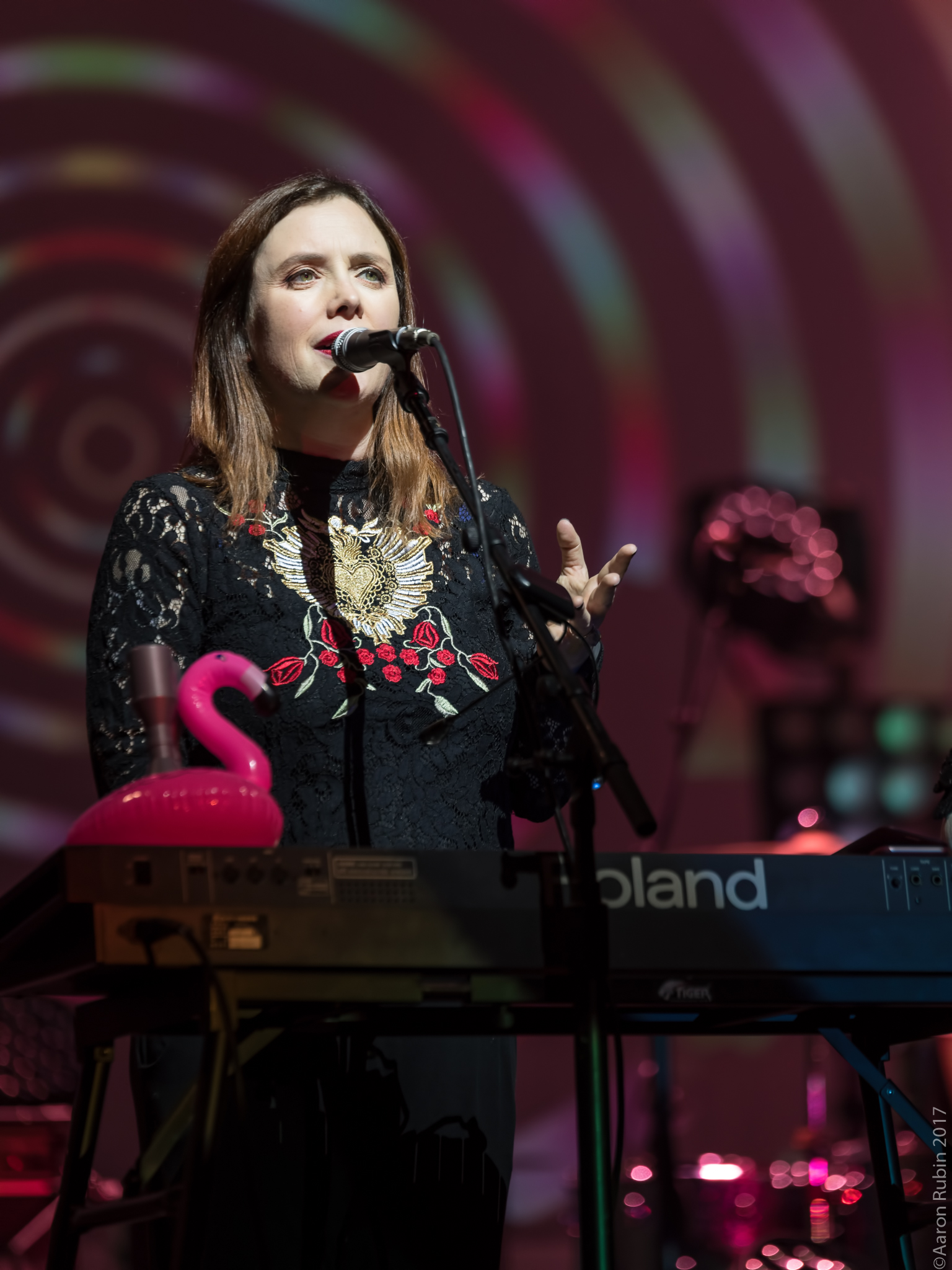
Goswell avec Slowdive au Fox Theatre à Oakland, Californie 2017

Après avoir joué à Reading dans plusieurs groupes faisant des reprises de chansons, Goswell forme le groupe de rock indépendant The Pumpkin Fairies avec Neil Halstead, Adrien Sell et Nick Chaplin en 1988. Lorsque le groupe se dissout en 1989, le quatuor forme Slowdive la même année. Celui-ci se dissout six ans plus tard. À la suite de cela, Goswell et Halstead forment Mojave 3, un groupe davantage orienté folk rock, par opposition au son shoegaze de Slowdive. Ils sortent cinq albums ensemble, leur dernier étant Puzzles Like You (2006), à la suite duquel ils décident de faire une pause.
L'année 2004 voit Goswell sortir des enregistrements en solo avec le parolier Joe Light et le producteur David Naughton. Neuf mois après la sortie de Spoon and Rafter par Mojave 3, la chanteuse enregistre et publie de son côté l'EP The Sleep Shelter. Waves Are Universal, son premier album solo, paraît un mois plus tard. Tiny Mix Tapes le décrit comme « délicat et bien pensé » malgré des virages occasionnels vers « le monde franchement répugnant du adult contemporary », tandis que Pitchfork Media pense que l'album est « chaleureux [et] estival […] agréable, sinon très excitant »,. Stylus Magazine affirme que Waves Are Universal est « un album solide qui pourrait plaire à la fois aux fans des précédents morceaux de [Goswell] et à d'autres ».
En 2014, Slowdive se réunit pour des concerts et déclare dans des interviews que le groupe travaille sur de nouveaux morceaux. Le groupe continue de tourner à ce jour. En 2016, Goswell rejoint Stuart Braithwaite, Justin Lockey et James Lockey pour former le groupe Minor Victories. Leur premier album éponyme sort en juin 2016 avec le label Fat Possum Records.

## Vie privée
Goswell a été mariée à Christopher Andrews du groupe Air Cuba de 1994 à 2000.
Goswell est partiellement sourde à la suite d'une labyrinthite (une infection virale) survenue en 2006. L'infection lui a laissé des acouphènes chroniques dans une oreille et elle a également eu des problèmes d'équilibre handicapants qui ont nécessité de la physiothérapie pendant un an. En conséquence, Goswell a dû arrêter de jouer et de tourner avec Mojave 3.
En 2010, Goswell a donné naissance à un garçon, Jesse, qui a le syndrome CHARGE ; Jesse est totalement sourd et souffre d'une grave maladie cardiaque qui a entraîné une chirurgie à cœur ouvert à l'âge de cinq mois,,,.

## Équipement
Avec Slowdive en 1993 Rachel Goswell utilisait une Fender '72 Telecaster Thinline, d'un OD-2 Turbo OverdriveBoss, d'une pédale d'effet FX-500 Multi-FX Yamaha et d'un ampli combo JC-77 Jazz Chorus 2x10 Roland. Depuis la réunion de Slowdive en 2014, la guitare principale de Rachel Goswell en tournée est une Custom77 The Roxy — Hollowbody.

## Discographie

### Slowdive
- Just for a Day (1991)
- Souvlaki (1993)
- Pygmalion (1995)
- Slowdive (2017)
- Everything is Alive (2023)

### Mojave 3
- Ask Me Tomorrow (1995)
- Out of Tune (1998)
- Excuses for Travellers (2000)
- Spoon and Rafter (2003)
- Puzzles Like You (2006)

### Minor Victories
- Minor Victories (2016)

### The Soft Cavalry
The Soft Cavalry (2019)

### En solo
- The Sleep Shelter EP (17 mai 2004) 4AD BAD 2402, 4AD Records
- Wvaes Are Universal (14 juin 2004) 4AD CAD 2414, 4AD Records
- Single "Coastline" / "Plucked" (14 février 2005) 4AD TAD 2501, 4AD Records

### Sources
- (en) Peter Buckley et Justin Lewis, Rock: The Rough Guide, 1st, 1996 (ISBN 978-1-858-28201-5, lire en ligne)
- (en) Peter Buckley et Roy Edroso, The Rough Guide to Rock, 2nd, 2003 (ISBN 978-1-84353-105-0, OCLC 936532596, lire en ligne)